# 香港直資學校議會

香港直資學校議會會徽

香港直資學校議會（英語：Hong Kong Direct Subsidy Scheme Schools Council）是由香港直接資助學校創立的組織，成員包括72間直資學校。香港特區政府在2001年容許直資學校大幅度加學費，藉此以此作為誘因吸引資助學校參加直資計劃。而這正是直資學校學費高的原因之一。

## 歷史
1991年9月，政府根據教育統籌委員會第三號報告書（在1988年6月發表）的建議，經行政局通過報告書後推行「直接資助計劃」（直資計劃）。一方面，政府提供資助。另一方面，也鼓勵達到高教育水平的非官立中學加入直資計劃，以提高私立學校的教育素質。直資學校可在計劃下自行釐訂課程、收費及入學要求。在1999年3月，行政會議接納私立學校政策檢討報告中的建議，讓資助小學可以在2000年-2001年度起加入直資計劃。同年，直資學校聯合創立「香港直資學校議會」。現時該會每年都會舉辦「香港直接資助學校聯展」，主要以講座形式向家長以及學生講解直資學校的特點、報讀方法等資訊，以協助他們揀選心儀的學校。該會現任主席是英華書院校長陳狄安。

## 爭議

### 學費高昂
香港特區政府在2001年容許直資學校大幅度加學費，藉此以此作為誘因吸引資助學校參加直資計劃。而這正是直資學校學費高的原因之一。

### 學校帳目混亂事件
2010年，審計署發表的審計報告指出大部分直資學校的帳目及行政安排混亂，其中4間學校的情況比較嚴重。同年11月25日，直資學校議會在九龍塘香島中學開會，表示審計報告中所指的混亂是源於教育局不清晰的指引，例如局方所發的通告的中文版本與英文版本的內容不一致，使到直資學校無所適從。4日後，香港直接資助學校議會登報章刊登聲明，批評審計署有欠公允，且未有深入了解直接資助制度。直接資助學校議會亦認為未經學校澄清便下結論的做法容易混淆視聽，令到社會人士以為直資學校的辦學者不依從法律。而當時的立法會政府帳目委員會委員湯家驊也批評絕大部份直資學校均有違規行為，當中更有十多間是傳統名校，情況令人震驚。他指責政府長期對直資學校疏於規管，引致問題叢生。這些問題已超出帳目委員會的調查範圍。

## 外部連結
- 香港直資學校議會 （页面存档备份，存于）
- 香港直接資助學校名單 （页面存档备份，存于）